# Adriana Malvido
Adriana Malvido (Ciudad de México, 30 de septiembre de 1957) es una escritora y periodista mexicana, especializada en el periodismo cultural.

## Semblanza biográfica
Realizó sus estudios en Ciencias de la Comunicación en la Universidad Iberoamericana. En 1979, inició en el periodismo cultural en el diario Unomásuno y en 1984 formó parte del grupo fundador del periódico La Jornada donde desarrolló durante 15 años reportajes especiales y de investigación para la sección cultural.
De 1998 a 2001 fue colaboradora permanente de la revista mensual Equis-Cultura y Sociedad. También colaboró en la sección cultural del semanario Proceso de 2000 a 2007 y en la revista fotográfica Cuartoscuro. De 2007 a 2017 colaboró en Milenio Diario con la columna semanal «Cambio y fuera» y en los suplementos «Laberinto» y «Dominical» del mismo medio. 
Desde 2017 publica «Cambio y fuera» los miércoles en la sección Cultura del diario El Universal y colabora en el suplemento cultural «Confabulario», del mismo periódico. También es colaboradora de la Revista de la Universidad de México.
En 1994 fue la única periodista que presenció el descubrimiento de la osamenta de la Reina Roja en la zona arqueológica de Palenque, tema sobre el cual ha investigado realizando entrevistas a Fanny López Jiménez, Arnoldo González Cruz, Arturo Romano Pacheco, Mercedes de la Garza, Yuri Knórozov, Linda Schele, Guillermo Bernal Romero y Vera Tiesler. Además de haber escrito un libro que narra los acontecimientos del hallazgo que se convirtió en best seller, la Dirección General de Publicaciones del Consejo Nacional para la Cultura y las Artes le solicitó escribir un libro sobre el mismo tema pero dirigido al público infantil.

## Obras publicadas
Ha publicado los siguientes libros:
- Atlas de museos de México (INAH, Planeta), en coautoría con Myriam Cerda en 1987.
- Nahui Olin: la mujer del sol (prólogo de Elena Poniatowska), (Editorial Diana 1994 - Circe Ediciones 2003).
- Por la vereda digital (Conaculta) en 1999.
- Zapata sin bigote: Andanzas  de Guillermo Arriaga, El Bailarín (Plaza y Janés) en 2003.
- La Reina Roja: el secreto de los mayas en Palenque (Plaza y Janés) en 2006.
- Los náufragos de San Blas (Grijalbo) en 2006.
- El joven Orozco, cartas de amor a una niña (Editorial Lumen) en 2010.
- La noche de la Reina Roja (Conaculta) versión actualizada con ilustraciones de Gabriel Martínez Meave para la colección de Narrativa Juvenil, en 2012.
- Nahui Olin, la mujer del sol, edición conmemorativa 25 años, con el prólogo de Elena Poniatowska y un epílogo nuevo de la autora (Circe Ediciones) 2018.
- Intimidades.Más allá del amor: Encuentros con parejas del arte y la cultura de México (Paralelo 21) Con fotografías de Christa Cowrie, en 2022.

## Premios y distinciones
- En 1998 recibió el premio Jesús Galindo y Villa a la trayectoria periodística en torno al patrimonio histórico y cultural otorgado por el Instituto Nacional de Antropología e Historia.
- En 2004 obtuvo mención de honor en el Premio Nacional de Periodismo Cultural Fernando Benítez por su texto "Cibercultura. Estoy en Red luego existo".
- En 2012 recibió el Premio Nacional de Periodismo en la categoría de entrevista, por la realizada al filósofo holandés Rob Riemen en 2011 (publicada en Laberinto).
- En 2018 recibió el Premio Pen- México a la Excelencia Periodística.
- En 2019 recibió el Homenaje Nacional de Periodismo Cultural Fernando Benítez que otorga cada año la Feria Internacional del Libro de Guadalajara.

## Otras publicaciones
En 2003 aparecieron textos suyos en dos libros de autoría colectiva:
- El capítulo "Nuevas Tecnologías en el Arte" forma parte de México, su apuesta por la cultura editado por Proceso, Grijalbo y la Universidad Nacional Autónoma de México (UNAM).
- El capítulo "Artes en bytes: en el Reino de Subjetividad", se publica dentro del libro Voces digitales, ida y vuelta a la Cibercultura, editado por la Universidad Central de Venezuela.
- En 2004 publicó el capítulo "Cibercultura. Estoy en Red luego existo" en el libro de autoría colectiva Los Retos culturales de México, coordinado por Lourdes Arizpe y editado por Porrúa, CRIM-UNAM y la Cámara de Diputados de México.
- Durante los años 2001-2002 realizó 50 entrevistas videograbas a intelectuales, artistas y científicos latinoamericanos para el proyecto "Iberoamérica 2002" realizado por la Organización de Estados Iberoamenricanos y coordinado por Néstor García Canclini.
- En 2006 publicó su relato La cachucha de Willie Mays, en el cuarto tomo de la colección de autoría colectiva Para Leer de boleto en el Metro, editada por la secretaría de Cultura del Gobierno del Distrito Federal.
- En 2006 realizó la conducción del programa especial Giavanni Sartori, TV UNAM.
- En 2007 realizó la conducción del programa especial Teodoro González de León, TU UNAM.
- En 2010 salió a la luz el libro Los medios en la educación, la cultura y la política, de autoría colectiva, en donde se publica su texto "Las experiencias del arte y la memoria en las nuevas tecnologías" (UNAM, Instituto de Investigaciones sobre la Universidad y la Educación FCPyS, coordinación Florence Toussaint).
- En 2015 publicó el relato "Conversación con las estrellas", en Para leer de boleto en el Metro, Secretaría de Cultura del GDF.
- .En 2015-2016 realizó conducción y entrevistas para la serie México en el aire, Radio UNAM.
- En 2017 realizó la conducción y la entrevista para el programa especial,  dedicado a Rob Riemen, Para combatir esta era , Radio Unam.